# Догадо
Догадо або Венеційське герцогство (вен. Dogado) — назва ядра Венеційської республіки, що очолювалось дожем. Складалось з міста Венеція та вузької прибережної смуги від Лорео до Градо, хоча ці межі пізніше простягалися від Горо на півдні, долини річки По та Падуано на заході, Тревізо та Фріулі на півночі та гирла Ізонцо на сході (ці володіння отримали назву Тераферма).
Крім Венеції, столиці і фактично міста-держави, адміністрація Догадо була поділена на дев'ять районів, починаючи з півночі: Градо, Каорле, Торчелло, Мурано, Маламокко, Кіоджа, Лорео, Каварцере та Гамбараре. Замість попередніх трибунів (обраних народом) та гастальдів (відповідних дожу), під час Республіки кожен округ очолював патрицій із титулом podestà, за винятком Градо, очолюване графом. 
Це була одна з трьох частин, на які поділялась республіка, разом з Терафермою (володіннями в північній Італії) та її морськими володіннями.
Термін Dogado був відповідником Ducato (герцогство), позаяк міста-держави в Італії (окрім Венеції) очолювались герцогом як спадковим главою держави.